# Krčić
 Ovo je glavno značenje pojma Krčić. Za druga značenja pogledajte Slap Krčić.
Krčić je 10,5 km dugačka rijeka u Hrvatskoj koja završava svoj vodeni tok ulaskom u Kninsko polje, u koje se obrušava kao 22 metra visoki Slap Krčić u izvor rijeke Krke.
Rijeka Krčić je skrivena u kanjonu usječenom u jugozapadne padine Dinare, dubokom i do 450 metara. Izvire zapadno od sela Kijeva u podnožju 1831 metar visokog vrha Dinara na planini Dinari, najvišeg planinskog vrha u Hrvatskoj. Duga je 10,5 kilometara, uz Topoljski buk ima još dva lijepa slapa, a uz tok rijeke se nalazi i 15 pećina.
Za ovu rijeku znaju svi, a o njoj nitko ne zna ništa, iako je riječ o jednom od najmanje zagađenih vodenih tokova Europe. Krčić je predložak iskonske, nedirnute prirode. Duž rijeke postoje fascinirajući geološki oblici, a sam kanjon spada među najljepše hrvatske krajolike.
Krčić nema stalni tok. Presušuje od sredine srpnja do kraja rujna, ali razdoblje presušivanja u izrazito suhim godinama zna potrajati i do sredine studenoga. Fenomen presušivanja Krčića još nije znanstveno dovoljno izučen.
Naime, Krčić presahne iako na njegovom izvoru postoji stalni protok vode koji ni za ekstremno suhih razdoblja ne pada ispod jednog prostornog metra u sekundi. Pretpostavlja se da rijeka ponire, ali nije poznat odnos podzemnih voda Krčića i izvora rijeke Krke.
Osim ekološke očuvanosti i fascinantne ljepote, ono što ovu ćudljivu malu rijeku čini drugačijom od svih drugih je njeno ušće. Krčić se nakon kratkog čudesnog toka, spektakularnim slapom, koji se zove Topoljski buk ili slap Krčić ulijeva u izvor rijeke Krke.
Do ušća Krčića se može doći pješice ili automobilom kroz selo Kovačić, tri kilometra sjeveroistočno od Knina, a do izvora se može i cestom od Kijeva. Duž cijelog toka Krčića postoji i za automobile prohodna neasfaltirana cesta (stara cesta Knin-Split, odnosno Knin-Vrlika, poznata kao Napoleonova cesta, izgrađena 1784. godine). Pješaku treba oko dva i pol sata hoda od ušća do izvora.